# Vickers Windsor
Le Vickers Windsor était un bombardier lourd quadrimoteur britannique de la Seconde Guerre mondiale, conçu par Barnes Wallis et R.K. Pierson (en) au sein de la Vickers-Armstrongs Ltd.

## Design & Développement
Le Windsor était un projet répondant à la Spécification B.3/42 de l'Air Ministry pour un bombardier lourd de haute altitude, avec une cabine pressurisée et pouvant voler à 555 km/h à 9 450 m d'altitude.
Le Windsor comprenait une cabine pressurisée pour l'équipage, un train d'atterrissage rétractable sous chaque nacelle moteur, une structure elliptique profilée des ailes et des canons montés dans des barbettes derrière les moteurs, qui étaient actionnés à distance par un canonnier dans un compartiment pressurisé situé dans la partie arrière de l'appareil. Les ailes et le fuselage utilisaient une structure géodésique, inventée par Wallis et déjà utilisait avec succès sur les Vickers Wellington, Warwick et Wellesley.

## Service opérationnel
Seulement trois exemplaires de Windsor (le prototype original ainsi que les deux prototypes de Type 457 et Type 461) seront construits au total, ce qui est du entre autres à l'amélioration du Avro Lancaster pour le rendre opérationnel dans le rôle pressenti du Windsor.
Le premier vol se déroula le 23 octobre 1943, suivi par un second le 15 février 1944 et par un troisième le 11 juillet 1944. Les deux derniers prototypes seront testés jusqu'à la fin de la guerre, date à laquelle la recherche et la production sur cet appareil furent annulées.

## Variantes
- Type 447 : Premier prototype, immatriculé DW506, motorisé avec des Rolls-Royce Merlin 65 de 1 315 ch.
- Type 457 : Seconde prototype, immatriculé DW512, motorisé avec des Merlin 85 de 1 635 ch.
- Type 461 : Troisième et dernier prototype, immatriculé NK136, motorisé avec des Merlin 85 de 1 635 ch, armé de deux Browning de calibre 0.303 (7,7 mm) dans le nez et de 2 paires de canons de 20 mm contrôlées à distance dans des barbettes à l'arrière de chaque nacelle moteur.

## Pays utilisateur
: Royal Air Force

## Avions comparables
- Handley Page Halifax
- Avro Lancaster
- Avro Lincoln